# توركيكوم

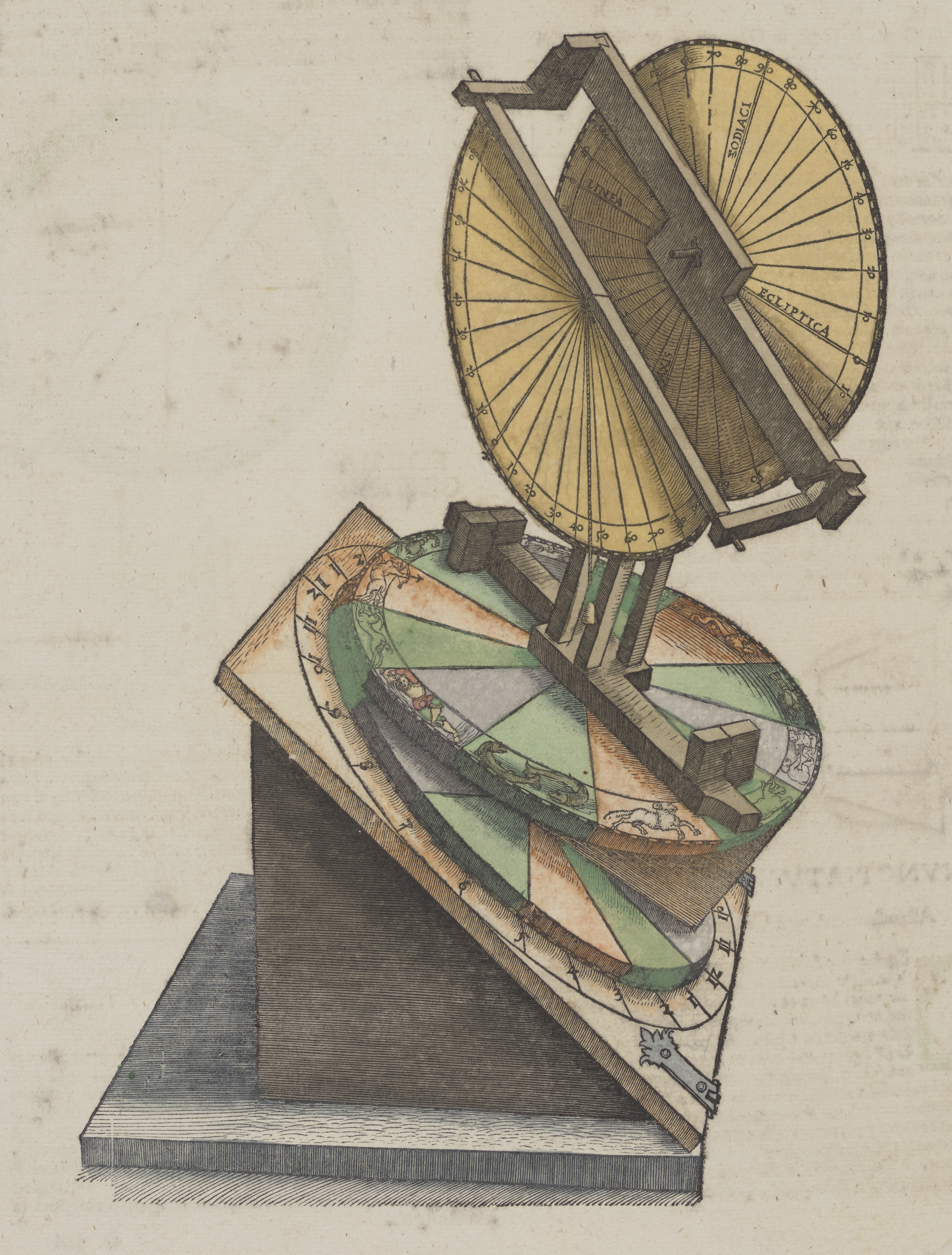
توركيكوم.

توركيكوم (بالإنجليزية: Torquetum)‏ جهاز ميكانيكي يقوم بأخذ وتحويل قياسات الأبعاد الأفقية، والإستوائية والإهليجية. وتسمح هذه الأداة كذلك بتحديد مكان ووقت وجود الأجرام السماوية.

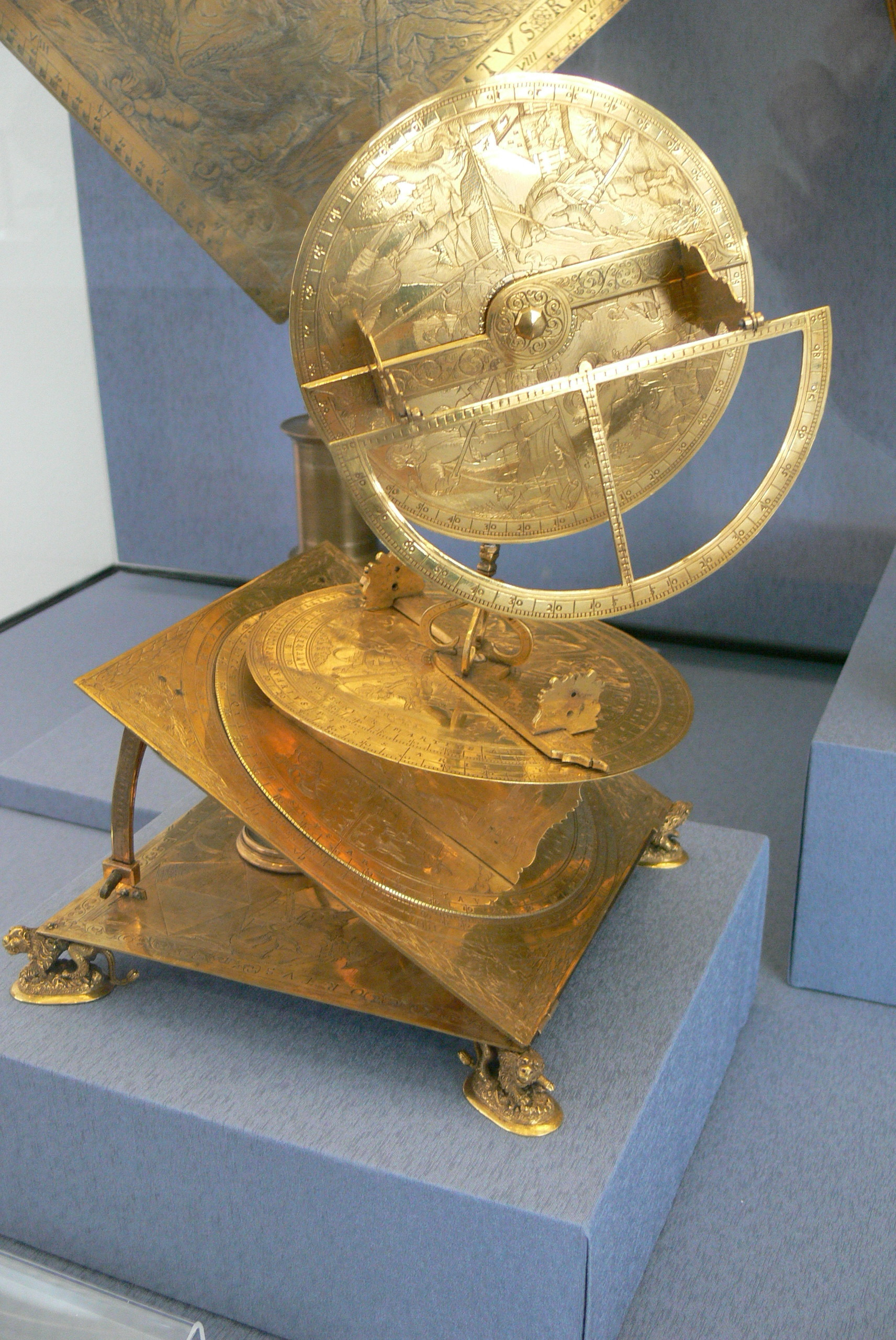
التوركيكوم.

صمم جابر بن أفلح أول كرة سماوية محمولة لقياس الإحداثيات السماوية (تعرف كرته هذه باسم توركيكوم).